# Laelia lavia
Laelia lavia är en fjärilsart som beskrevs av Swinhoe 1903. Laelia lavia ingår i släktet Laelia och familjen tofsspinnare. Inga underarter finns listade i Catalogue of Life.